# Hoekgetrouwe kegelprojectie
De hoekgetrouwe kegelprojectie of lambertprojectie is een veelgebruikte methode om (een deel van) de wereld af te beelden op een plat vlak, ontwikkeld door de cartograaf Johann Heinrich Lambert (1728-1777). Bij deze methode wordt als het ware een kegel om de aarde geschoven, waarbij die kegel de aarde-ellipsoïde snijdt door twee zogenaamde afstandsware parallellen. Vanuit het middelpunt van de aarde wordt dan de wereld geprojecteerd op die kegel die dan de uiteindelijke kaart vormt. In de zone rond de parallellen waar de kegel de ellipsoïde snijdt is de vervorming minimaal, hoe verder weg van deze parallellen hoe groter de vervorming. Hedendaagse ellipsoïdes zijn conform de gps-signalen, waardoor er geen verdere coördinatentransformaties meer moeten worden gemaakt.
De lambertprojectie is hoekgetrouw en dus niet oppervlaktegetrouw, behalve op de afstandsware parallellen. Toch zijn de totale vervormingen klein ten opzichte van andere projecties, wat de populariteit van dit soort kaarten verklaart.
Het eindresultaat van de projectie is een topografische kaart, waarbij het vrij eenvoudig is om afstanden te berekenen (Stelling van Pythagoras).

## Landspecifieke implementaties
Ieder land heeft zijn eigen implementatie, afhankelijk van de latitude/longitude en de vorm van het land. Wegens het verschil in continentendrift zijn er tevens grotere (tijdsgebonden) verschillen tussen continenten. De nationale geodetische coördinatensystemen worden gecoördineerd via het ITRS. Voor Europa werd het ETRS89-systeem vastgelegd, omdat alle Europese landen eenzelfde continentendrift ondergaan.
| Land   | Beschrijving       |
| ------ | ------------------ |
| België | Lambertcoördinaten |